# Geminering
Geminering, gemination (af latin geminus "tvilling") eller konsonantforlængelse er et begreb inden for fonetik, som beskriver at en konsonant bliver lang, dvs. udtales i en hørbart længere periode end en kort konsonant.
Konsonantlængde er en egenskab i de sprog der skelner mellem korte og lange konsonanter, heriblandt arabisk, berbisk, katalansk, estisk, finsk, klassisk hebraisk, ungarsk, italiensk, japansk, latin og tamil.
De fleste sprog har ikke lange konsonanter. I verdens sprog er vokallængde en mere udbredt egenskab end konsonantlængde. Nogle sprog gør brug af begge uafhængigt af hinanden (f.eks. i arabisk, japansk, finsk og estisk), og nogle har indbyrdes afhængige vokal- og konsonantlængder (som i norsk og svensk).

## Konsonantlængde i dansk
Rigsdansk har ikke lange konsonanter, idet dobbelte konsonanter udelukkende er dobbelte på papiret. Eksempler er ordpar som:
dame /da:mə/
damme /dɑmə/
vener /ve:nɐ/
venner /vɛnɐ/
ruser /ru:sɐ/
russer /rusɐ/
Her bevirker enkelt konsonant at den foregående vokal er lang, og dobbelt konsonant bevirker at vokalen er kort, men selve konsonanterne påvirkes ikke.
Jysk skelner derimod mellem korte og lange konsonanter, for eksempel:
kom /kom/
komme /kom:/
møl /møl/
mølle /møl:/
Beskrivelsen af dansk er dog mere kompliceret end som så. I det traditionelle system kan det beskrives således:
I mere lydnære beskrivelser af dansk fonologi vurderer man at dansk har et system med lange konsonanter, som opstår pga. bortfaldet af svage vokaler i moderne udtale: 